# سیارک ۷۲۲۴

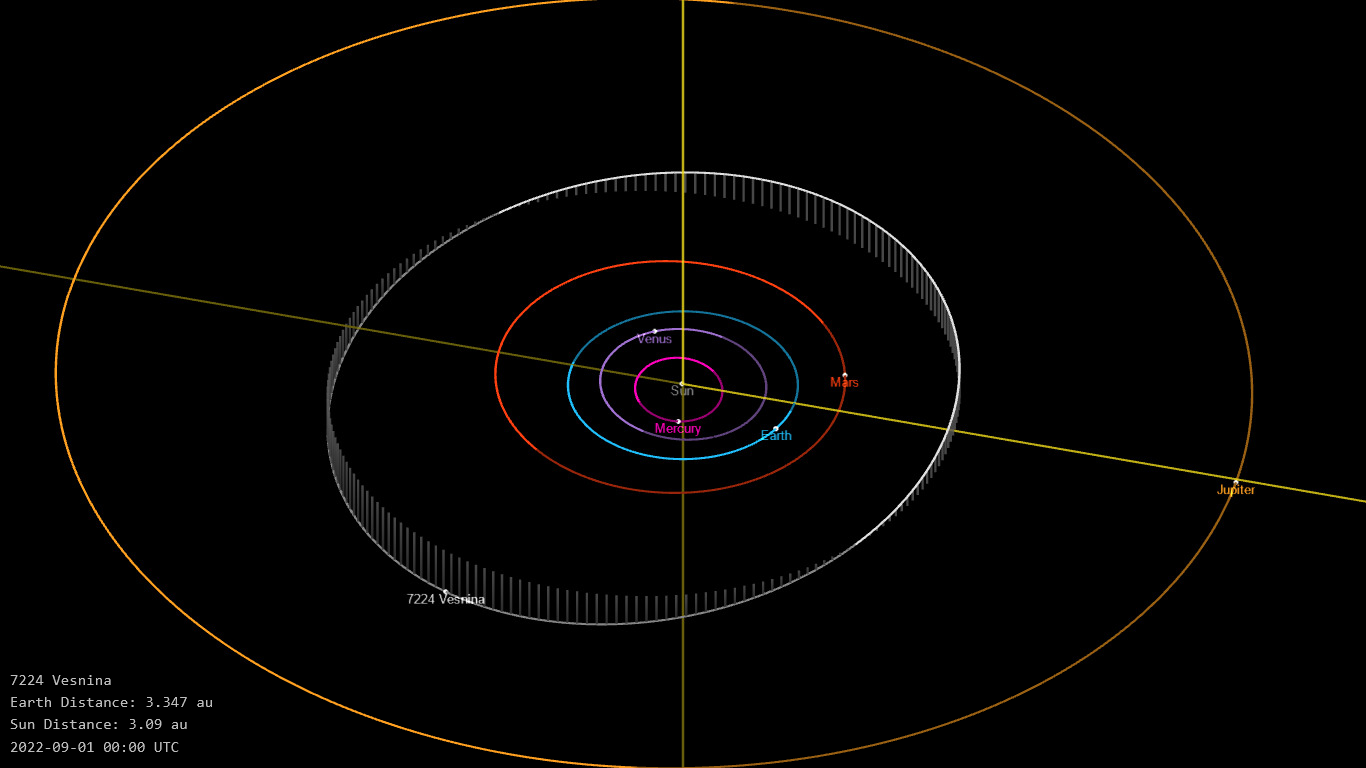
نمایی از محل قرارگیری سیارک ۷۲۲۴ در مدار – ۲۰۲۲

سیارک ۷۲۲۴ (به انگلیسی: 7224 Vesnina، نامگذاری:1982TK3) هفت هزار و دویست و بیست و چهارمین سیارک کشف شده‌است که در ۱۵ اکتبر ۱۹۸۲ کشف شد.
قدر مطلق سیارک برابر ۱۲٫۸۰ است.